# Sportlaan (Den Haag)
De Sportlaan is een van noordoost naar zuidwest lopende, ongeveer twee kilometer lange laan in het zuidwesten van Den Haag die loopt vanaf de Houtrustweg tot de De Savornin Lohmanlaan. In het verlengde ligt de Machiel Vrijenhoeklaan naar Kijkduin. De Sportlaan scheidt de Vogelwijk van de Bomenbuurt en Bohemen-Meer en Bos. Ten zuidoosten van de straat loopt de Haagse Beek en liggen de Bosjes van Pex. Buslijn 24 (vroeger 4) rijdt door de straat. 
De laan loopt in de lengte van een veentong die deel uitmaakt van de oude Segbroekpolder en werd aangelegd in 1915 naar aanleiding van de door H.P. Berlage in 1907-1911 ontworpen plannen voor de zuidwestelijke uitbreiding van Den Haag. De naam is ontleend aan het naar een oude boerderij genoemde sportcomplex Houtrust, dat rond 1910 werd gesticht. De eerste bebouwing dateert uit de jaren twintig. Er staan enkele monumentale gebouwen aan de Sportlaan, zoals het Haga Ziekenhuis en de rooms-katholieke Sacramentskerk, gebouwd naar ontwerp van Nicolaas Molenaar jr. in 1926. In 2008 is deze buiten gebruik gesteld. Tussen november 2018 en februari 2019 is deze kerk gesloopt.
Tijdens de Tweede Wereldoorlog werd de bebouwing aan de oostkant van de Sportlaan op last van de Duitse bezetter tot op de laatste steen afgebroken in verband met de Atlantikwall. Na de oorlog is de bedding van de Haagse Beek verlegd in de richting van de laan en verrees er lage flatbebouwing tussen de Sportlaan en de beek tot aan de Bosjes van Pex. Het ziekenhuis werd een stukje naar het noorden verplaatst.